# Mstyslav Skrypnyk
Mstyslav Skrypnyk - Mstyslav I av Kiev född Stepan Ivanovych Skrypnyk 10 april 1898 i Poltava, Lillryssland, Kejsardömet Ryssland, död 11 juni 1993 i Grimsby, Ontario, Kanada, var en ukrainsk patriark. Han valdes in absentia efter Sovjetunionens fall till patriark av Kiev och hela Ukraina. Han var då Ukrainska autokefala ortodoxa kyrkans ende kvarvarande biskop från kyrkans aktiva tid under andra världskriget och sedan 1947 bosatt i Nordamerika. I samband med Ukrainas självständighet 1991 utropades, i konflikt med den rysk-ortodoxa kyrkan, ytterligare en självständig ukrainsk-ortodox kyrka; Kiev-patriarkatet. Med stöd av den nya nationens president Leonid Kravtjuk gick de båda kyrkorna samman 1992 under Mstyslavs ledning. När denne dog året därpå kunde man inte enas om vem som skulle bli hans efterträdare. De båda kyrkorna gick då åter var sin väg, under var sin patriark. Ukrainska autokefala ortodoxa kyrkan valde Dymytriy Yarema och ukrainsk-ortodox kyrka av Kiev-patriarkatet valde Volodomyr Romaniuk som ny patriark.
Mstyslav Skrypnyk var kusin med Symon Petljura.